# 文公 (宋)
文公（ぶんこう、? - 紀元前589年）は、春秋時代の宋の君主（在位前611年 - 前589年）。姓は子、名は鮑革。成公の子として生まれた。昭公の異母弟にあたる。宋が飢饉に遭ったとき、鮑革は私邸に備蓄した穀物を供出して民衆に施した。紀元前611年、祖母の襄夫人が昭公を孟諸沢で殺害し、文公を宋の君主に擁立した。紀元前610年、晋の荀林父・衛の孔達・陳の孔寧・鄭の石楚が協同して宋に侵攻して、文公の即位をとがめた。文公が晋に賄賂を送ると、諸侯は文公の即位を認めて撤退した。晋の霊公を中心とした諸侯と扈で会合した。 
紀元前609年、宋の武氏が昭公の遺児を引き入れ、司城須を擁して反乱を起こした。文公は司城須と昭公の子を殺し、武氏と穆氏を追放した。紀元前608年、楚が陳を攻撃し、さらに宋に侵攻した。晋の趙盾が陳・宋を救援した。文公は晋・陳・衛・曹の軍と棐林で合流し、鄭に侵攻した。晋軍は北林で楚軍に敗れて撤退した。紀元前607年、鄭の子家（公子帰生）が宋に侵攻してきたため、宋は華元・楽呂が迎撃したが、大棘で敗れて華元が捕らえられた。華元はまもなく鄭から脱出した。紀元前606年、宋を追放された武氏と穆氏が曹の軍を率いて侵攻してきたため、宋軍は曹を包囲して報復した。
紀元前602年、文公は晋・魯・衛・鄭・曹と黒壌で盟約を結んだ。紀元前600年、晋・衛・鄭・曹と扈で会合した。晋の荀林父が諸侯の軍を率いて陳に侵攻したが、晋の成公が死去したため撤退した。宋軍は滕を包囲した。紀元前599年、また滕を攻撃した。晋・衛・曹とともに鄭に侵攻した。紀元前597年、楚が蕭に侵攻すると、宋の華椒が蔡人を率いて蕭を救援した。文公は華椒を派遣して晋・衛・曹と清丘で同盟を結んだ。宋軍は清丘の盟約に従って陳に侵攻したが、衛が陳を救援した。
紀元前596年、楚軍が宋に侵攻した。紀元前595年、楚軍が宋を包囲した。紀元前594年、宋は楚と講和し、華元が人質になった。
紀元前589年8月、文公は死去した。葬儀はかつてないほどの厚葬で、殉葬の車馬を増やし、殉死者も出し、副葬品も豪華であった。